# Michael Page
Michael Owen Page (ur. 23 września 1938 w Nowym Jorku) – amerykański jeździec sportowy. Trzykrotny medalista olimpijski.
Sukcesy odnosił we Wszechstronnym Konkursie Konia Wierzchowego. Brał udział w trzech igrzyskach olimpijskich (IO 60, IO 64, IO 68), na dwóch zdobywał medale w drużynowym konkursie WKKW. W 1964 startował na koniu The Grasshopper i wywalczył srebro, reprezentację USA tworzyli ponadto Kevin Freeman i Michael Plumb. W 1968 startował na koniu Foster i także zajął drugie miejsce, partnerowali mu ponownie Plumb i James Wofford. Trzeci swój olimpijski medal wywalczył zajmując trzecie miejsce w konkursie indywidualnym. Był wielokrotnym medalistą igrzysk panamerykańskich: w 1959 był pierwszy indywidualnie i drugi w drużynie, w 1963 zwyciężył w obu konkursach, w 1967 zwyciężył w drużynie i był trzeci indywidualnie.